# Magnaporthe salvinii
Magnaporthe salvinii är en svampart som först beskrevs av Catt., och fick sitt nu gällande namn av R.A. Krause & R.K. Webster 1972. Magnaporthe salvinii ingår i släktet Magnaporthe och familjen Magnaporthaceae.   Inga underarter finns listade i Catalogue of Life.